# Delphinium nanum
Delphinium nanum — вид многолетних травянистых растений из рода Живокость (Delphinium) семейства Лютиковые (Ranunculaceae).
Стебель длиной от 20 до 110 см, разветвлённый, с длинными, тонкими ветвями. Прикорневые листья. Соцветия с 2-10 тёмными сине-фиолетовыми цветками. Лепестки 7-9 (-10) мм. Фолликулы (6) 8-10 мм,, с 4-8 семенами. Семена 1,3-1,5 (-1,7) мм.
Вид населяет юг Пиренейского полуострова, Сицилию, север Африки. Растёт на песчаной береговой линии.